# Seznam ljudi, ki so umrli na svoj rojstni dan
Seznam ljudi, ki so umrli na svoj rojstni dan.

## Seznam
| Ime                           | Dan rojstva in smrti | Letnici rojstva in smrti      | Starost | Opis                                                                                |
| ----------------------------- | -------------------- | ----------------------------- | ------- | ----------------------------------------------------------------------------------- |
| John Marco Allegro            | 17. februar          | 1923–1988                     | 65      | angleški arheolog in strokovnjak za Kumranske rokopise                              |
| Ingrid Bergman                | 29. avgust           | 1915–1982                     | 67      | švedska igralka                                                                     |
| France Bevk                   | 17. september        | 1890–1970                     | 80      | slovenski pisatelj, pesnik, dramatik, prevajalec in urednik                         |
| Mirko Blažina                 | 18. februar          | 1925–2005                     | 80      | argentinski nogometni vratar slovenskega rodu                                       |
| Johannes Camphuys             | 18. julij            | 1634–1695                     | 61      | nizozemski politik in guverner Nizozemske vzhodne Indije                            |
| Martin Cilenšek               | 23. oktober          | 1848–1937                     | 89      | slovenski botanik                                                                   |
| Evaristo Felice Dall'Abaco    | 12. julij            | 1675–1742                     | 67      | italijanski skladatelj in čelist                                                    |
| Franco Dalla Valle            | 2. avgust            | 1945–2007                     | 62      | brazilski škof                                                                      |
| Guido De Filip                | 21. september        | 1904–1968                     | 64      | italijanski veslač in olimpijski prvak                                              |
| Elizabeta Yorška              | 11. februar          | 1466–1503                     | 37      | angleška kraljica-soproga, žena kralja Henrika VII. in mati kralja Henrika VIII.    |
| David Flusser                 | 15. september        | 1917–2000                     | 83      | judovsko-avstrijski profesor zgodnjega krščanstva in judovstva                      |
| Matthias Gäbler               | 23. september        | 1949–2009                     | 60      | nemški alpinist                                                                     |
| Amar Garibović                | 7. september         | 1991–2010                     | 19      | srbski smučar in olimpionik                                                         |
| Carmelo Juan Giaquinta        | 23. september        | 1930–2011                     | 81      | argentinski nadškof                                                                 |
| Merle Haggard                 | 6. april             | 1937–2016                     | 79      | ameriški country glasbenik                                                          |
| John Harrison                 | 24. marec            | 1693–1776                     | 83      | angleški tesar, urar in izumitelj                                                   |
| Norman Haworth                | 19. marec            | 1883–1950                     | 67      | britanski kemik in nobelovec                                                        |
| Henrik I. Portugalski         | 31. januar           | 1512–1580                     | 68      | portugalski kralj in kardinal Rimskokatoliške cerkve                                |
| Johannes Hevel                | 28. januar           | 1611–1687                     | 76      | poljski astronom                                                                    |
| Lydia Iskrić                  | 10. avgust           | 1915–2016                     | 101     | slovenska učiteljica                                                                |
| Larry James                   | 6. november          | 1947–2008                     | 61      | ameriški tekač in olimpijski prvak                                                  |
| Janez od Boga                 | 8. marec             | 1495–1550                     | 55      | portugalski vojak, zdravniški negovalec in svetnik                                  |
| Hugo Junkers                  | 3. februar           | 1859–1935                     | 76      | nemški inženir, izumitelj, letalski konstruktor in podjetnik                        |
| Kamehameha V.                 | 11. december         | 1830–1872                     | 42      | havajski kralj                                                                      |
| Konstantinos Petrou Kavafis   | 29. april            | 1863–1933                     | 70      | grški pesnik                                                                        |
| Alfred Kazin                  | 5. junij             | 1915–1998                     | 83      | ameriški pisatelj in literarni kritik                                               |
| Erhard Loretan                | 28 april             | 1959–2011                     | 52      | švicarski alpinist                                                                  |
| Lovrenc iz Brindisija         | 22. julij            | 1559–1619                     | 60      | italijanski duhovnik, kapucin, svetnik in cerkveni učitelj                          |
| Andrej Majcen                 | 30. september        | 1904–1999                     | 95      | slovenski duhovnik, salezijanec, misijonar in kandidat za svetnika                  |
| Octave Mirbeau                | 16. februar          | 1848–1917                     | 69      | francoski pisatelj, novinar in umetniški kritik                                     |
| Milena Mohorič                | 18. avgust           | 1905–1982                     | 67      | slovenska germanistka, pesnica, publicistka, pedagoginja in prevajalka              |
| Levi Parsons Morton           | 16. maj              | 1824–1920                     | 96      | podpredsednik Združenih držav Amerike                                               |
| Aleksander Sergejevič Neverov | 24. december         | 1886–1923                     | 37      | ruski učitelj in pisatelj                                                           |
| Manuel da Nóbrega             | 18 oktober           | 1517–1570                     | 53      | portugalski duhovnik, jezuit in prvi provincial kolonialne Brazilije                |
| Lawrence Oates                | 17. marec            | 1880–1912                     | 40      | angleški častnik in raziskovalec Antarktike                                         |
| Pompej Veliki                 | 29. september        | 106 pr. n. št.– 48 pr. n. št. | 58      | rimski vojskovodja in politik                                                       |
| Michael Praetorius            | 15. februar          | 1571–1621                     | 50      | nemški skladatelj, organist in glasbeni teoretik                                    |
| Pino Puglisi                  | 15. september        | 1937–1993                     | 56      | italijanski duhovnik, mučenec in blaženi                                            |
| Margareta Puhar               | 6. marec             | 1818–1901                     | 83      | slovenska redovnica in ustanoviteljica Šolskih sester sv. Frančiška Kristusa Kralja |
| Rama IV.                      | 18. oktober          | 1804–1868                     | 64      | tajski kralj                                                                        |
| Giulio Roma                   | 16. september        | 1584–1652                     | 68      | italijanski kardinal                                                                |
| Raffaello Santi               | 6. april             | 1483–1520                     | 37      | italijanski slikar in arhitekt                                                      |
| Johannes Schöner              | 16. januar           | 1477–1547                     | 70      | nemški polihistor                                                                   |
| Bob Skelton                   | 25. junij            | 1903–1977                     | 74      | ameriški plavalec, olimpijski zmagovalec in svetovni rekorder                       |
| Harry Sukman                  | 2. december          | 1912–1984                     | 72      | ameriški filmski in televizijski skladatelj                                         |
| Joža Vovk                     | 17. februar          | 1911–1957                     | 46      | slovenski duhovnik, pisatelj in pesnik                                              |
| James Milne Wilson            | 29. februar          | 1812–1880                     | 68      | tasmanski premier škotskega rodu                                                    |
| Astrid Zachrison              | 15. maj              | 1895–2008                     | 113     | švedska superstoletnica                                                             |